# Frauwalde (Lossatal)
Das Dorf Frauwalde ist Ortsteil der Gemeinde Lossatal und befindet sich im Nordosten des Landkreises Leipzig in Sachsen.

## Geografie
Der Ort liegt am Südwestrand der Dahlener Heide. Durch das Dorf fließt der Lossabach.

## Geschichte
Die Ortslage von Frauwalde ist seit dem Neolithikum vor etwa 7.500 Jahren besiedelt. Das bezeugen Siedlungsfunde der Jungsteinzeit, der Bronzezeit, der Eisenzeit sowie der slawischen Zeit bis zur Ankunft der deutschen Siedler im 12. Jahrhundert. Der Dorfbach trennte ab dem 12. Jahrhundert das Rittergutsdorf Frauwalde vom Klosterdorf Belthelin. Belthelin kam 1161 als Stiftung zum Zisterzienserkloster Marien-Pforte zu Sitzenroda. Diese Schenkung, bestehend aus dem Herrengut des Slabori und sieben Hufebauern wird in einer Urkunde von 1198 bezeugt.
Das Dorf Frauwalde wird in der sächsischen Kirchengalerie für das Jahr 1300 erstmals erwähnt, als die Überlebenden des Dorfes Lamprechtswalde nach einem „großen Sterben“ durch den Rittergutsbesitzer von Börln in Frauwalde angesiedelt wurden.
Über den Ortsteil Belthelin führte nach der Leipziger Teilung Sachsens die einzige Straße von der Residenzstadt Torgau in die südlichen und thüringischen Gebiete Kursachsens. Über diese Straße floh in der Osternacht 1523 Katharina von Bora. Über diese Straße zogen aber auch die Reformatoren Luther, Melanchthon, Bugenhagen, aber auch die Bediensteten der kurfürstlichen Kammer.
Nach der Säkularisation des Klosters verkaufte der Amtsschösser von Torgau auf Befehl des Kurfürsten August die Grangie nebst den sieben Hufebauern an den Rittergutsbesitzer von Börln, Heinrich von Schleinitz.
Erst ab 1815 wurden die Ortsteile Belthelin und Frauwalde zu einer Gemeinde zusammengefasst. Von nun an hatten sie gemeinsame Dorfälteste und Schöffen. Am 1. Juli 1972 wurde Frauwalde nach Falkenhain eingemeindet. Mit Auflösung der Gemeinde Falkenhain kam Frauwalde am 1. Januar 2012 in die Gemeinde Lossatal.

## Sehenswürdigkeiten
Das Museum für Ur- und Frühgeschichte Frauwalde befindet sich in Frauwalde, dort sind archäologische Zufallsfunde und Bodendenkmale um Frauwalde zu sehen. Das Museum ist eine Abteilung des Heimatvereins Frauwalde 1999 e. V.

## Verkehr
Der Ort ist ausschließlich über den Straßenverkehr aus Richtung der Staatsstraße 23 Wurzen – Torgau oder die Kreisstraße Oschatz – Dahlen – Frauwalde zu erreichen.